# Eingriffszirkel

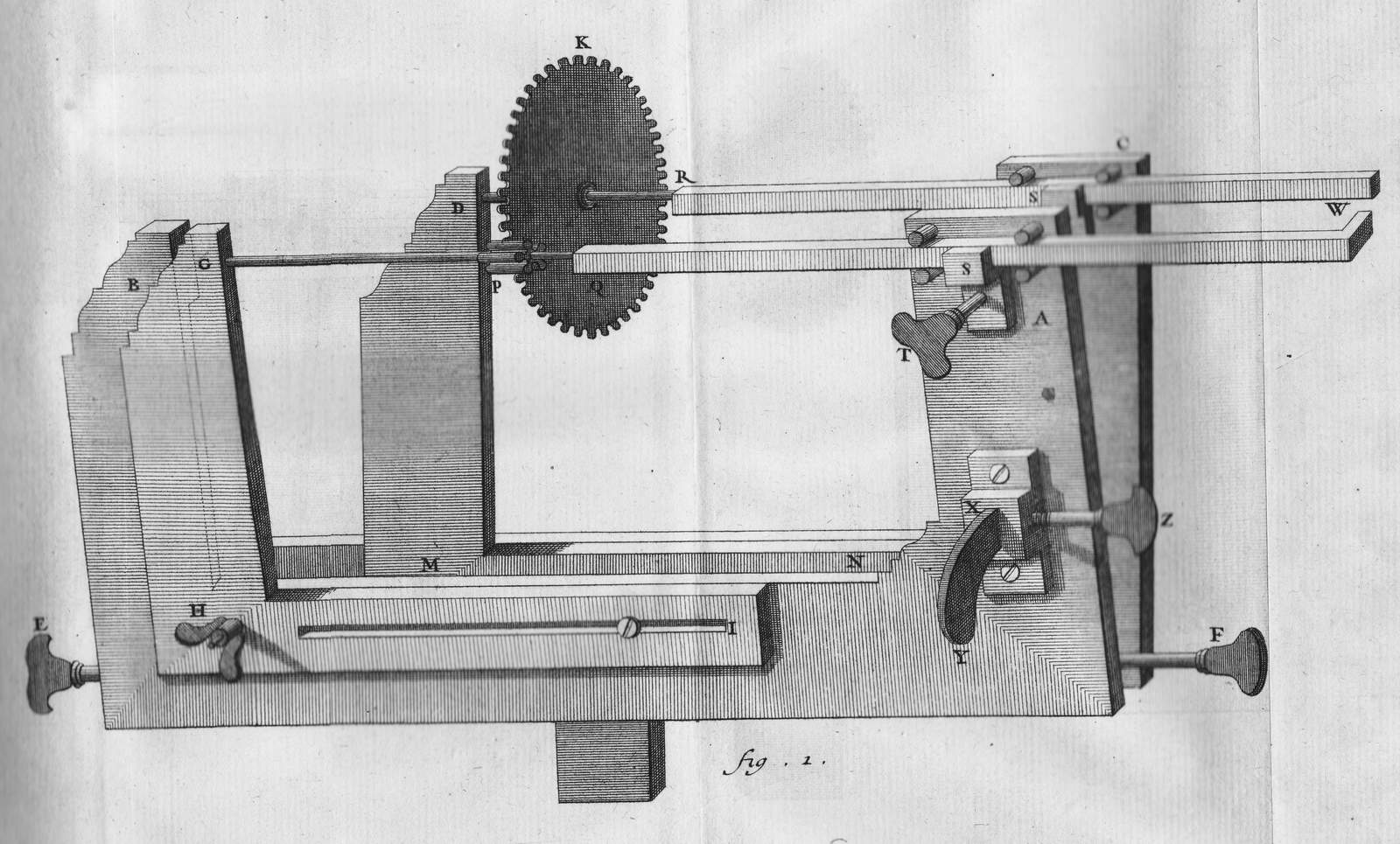
Eingriffszirkel aus dem Jahr 1740

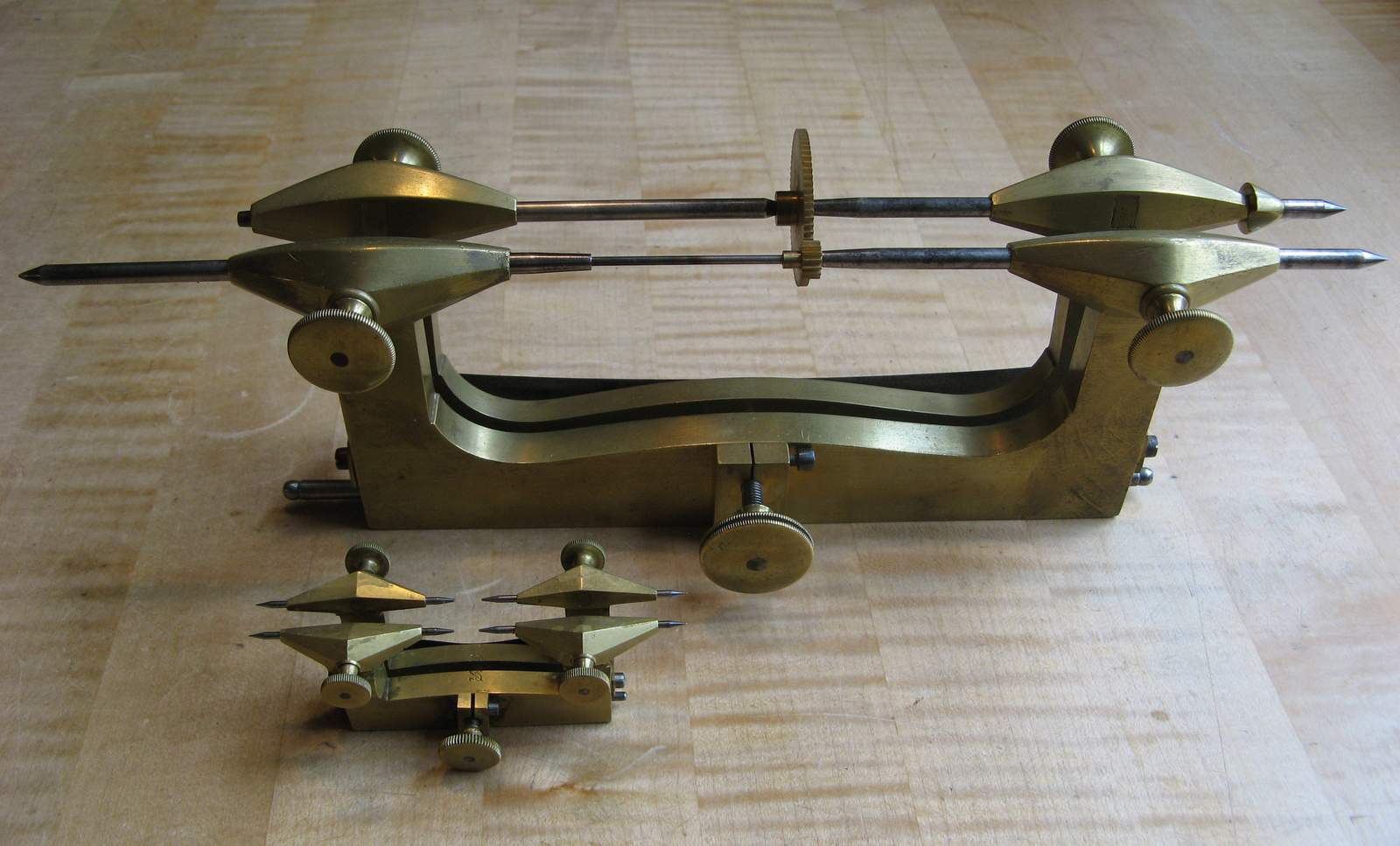
Eingriffszirkel
hinten für Großuhren, vorne für Taschenuhren

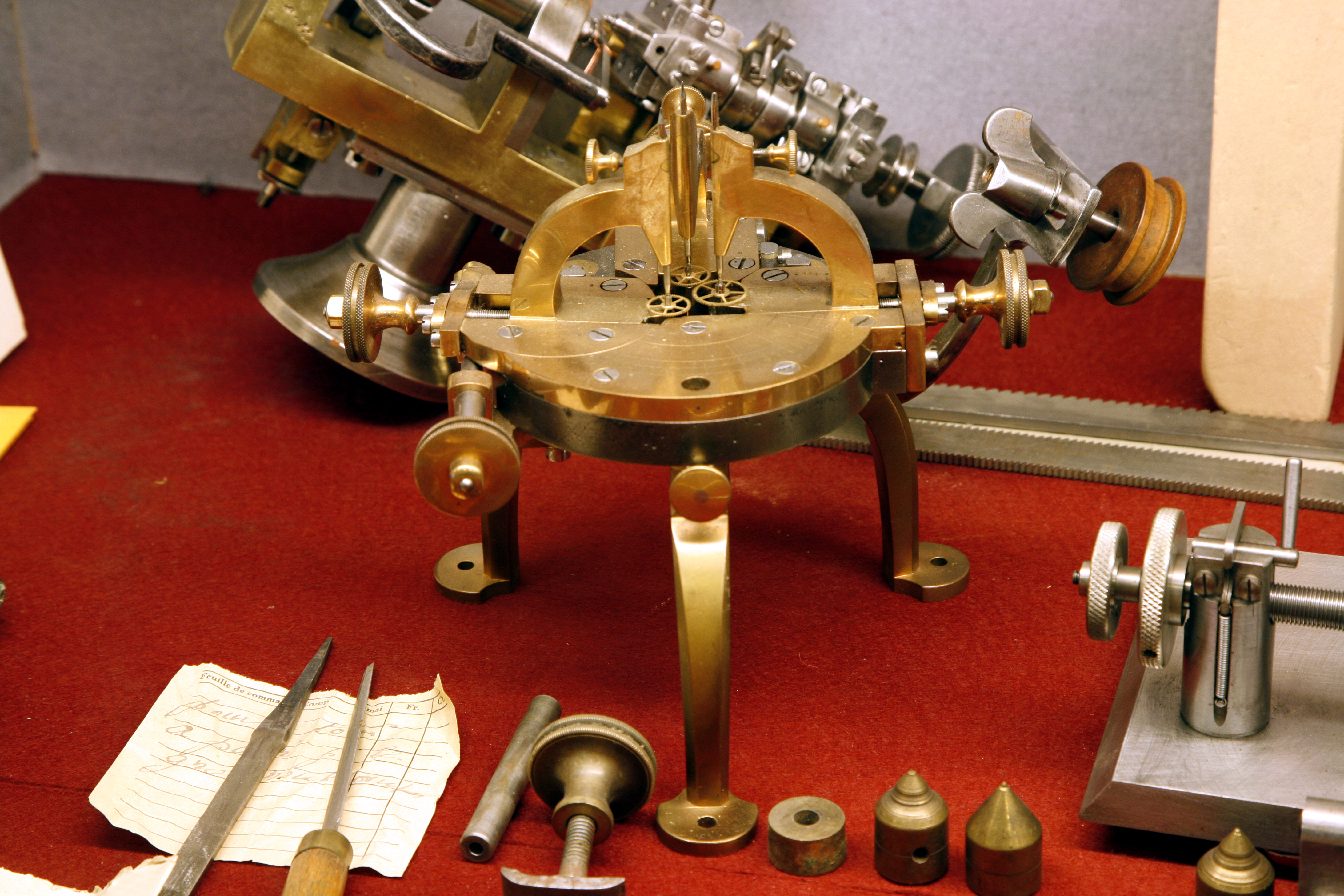
Eingriffszirkel mit drei Pinolen (Baud Museum)

Ein Eingriffszirkel, auch Stellzirkel genannt, ist ein Uhrmacherwerkzeug zum Abnehmen der richtigen Eingriffstiefe bei Zahnradwellen und zum Übertragen (Anreißen) des Achsenabstands auf die Platine.

## Beschreibung
Der Eingriffszirkel besteht aus je zwei sich parallel gegenüber befindlichen Spitz- oder Hohlkörnern (Pinolen), deren Abstand durch eine Stellschraube reguliert werden kann. Die übergroßen Hohlkörner in Trompetenform dienen zur Aufnahme von dicken Zapfen, Federkernen und Vierkanten.

## Funktion
Zwischen den Zahnrädern einer Uhr soll möglichst wenig Reibungsverlust entstehen. Stimmt der Eingriff der Räder infolge eines falschen Achsenabstandes nicht, kann das zu Reibungsverlusten und dadurch zu Störungen des Uhrwerkablaufs führen. Die beiden zu prüfenden Räder werden in den Eingriffszirkel eingespannt und der Eingriff mit Hilfe der Stellschraube auf das Optimum eingestellt. Der so ermittelte Achsenabstand kann direkt auf die Platinen des Uhrwerkes zur Überprüfung der Lagerabstände übertragen werden oder kann mittels der Spitzen gleichzeitig angerissen werden.
Eingriffszirkel gibt es in verschiedenen Größen.